# Enrico Mentana

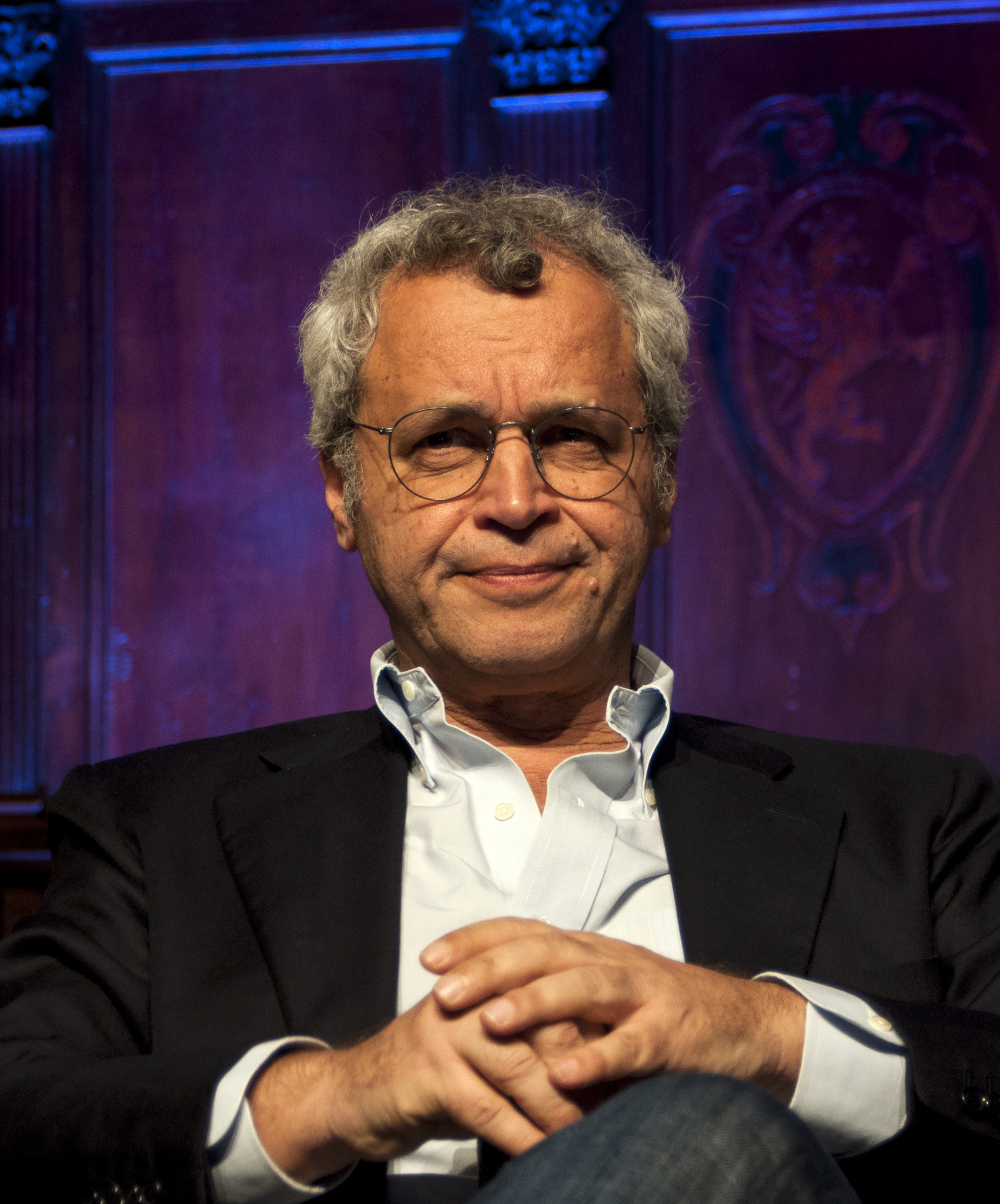
Enrico Mentana (2016)

Enrico Mentana (* 15. Januar 1955 in Mailand) ist ein italienischer Journalist und Moderator.

## Leben und Wirken
Enrico Mentana wuchs als ältestes von drei Kindern in Mailand auf. Er hat mütterlicherseits jüdische Vorfahren.
Mentana absolvierte nach seinem Schulabschluss von 1973 bis 1979 an der Universität Mailand ein Studium der Politikwissenschaften. Seit 1980 ist er als Journalist tätig und moderierte seither mehrere Talkshows und Nachrichtensendungen im italienischen Fernsehen, wie beispielsweise für Rai oder Canale 5. Einige Jahre lang war er auch als Moderator bei Radio Dimensione Suono tätig. Mentana interviewte im Laufe seiner Karriere zahlreiche Persönlichkeiten und Politiker, darunter auch Johannes Paul II., Charles III., Bettino Craxi, Silvio Berlusconi, Romano Prodi oder Mehmet Ali Ağca. So berichtete Mentana z. B. live vor Ort während des Erdbebens im Indischen Ozean 2004 und dessen Folgen. Von 1992 bis 2004 war er Chefredakteur und Sprecher des Nachrichtenmagazins TG 5. Seit dem 2. Juli 2010 ist er Nachrichtensprecher des Privatsenders La7. Er ist zudem Chefredakteur der Online-Zeitschrift Open, welche er im Dezember 2018 gegründet hatte.
Von 2006 bis 2008 absolvierte Mentana eine Gastprofessur an der Universität Mailand, dessen Vizepräsident er auch zeitweise war. Er ist Mitglied der Sozialistischen Partei Italiens.
In dem Film Sono Tornato spielt Mentana sich selbst, wie er in seiner Sendung Benito Mussolini (Massimo Popolizio) interviewt.
Enrico Mentana lebt in Rom. Er war von 2002 bis 2013 mit der Schauspielerin und dem ehemaligen Model Michela Rocco di Torrepadula verheiratet, mit der er zwei Söhne und zwei Töchter hat.

## Filmografie
2018: Sono Tornato